# NGC 45
NGC 45 és una galàxia espiral barrada a la constel·lació de la Balena. Va ser descoberta l'11 de novembre de 1835 per l'astrònom anglès John Herschel.

## Galeria

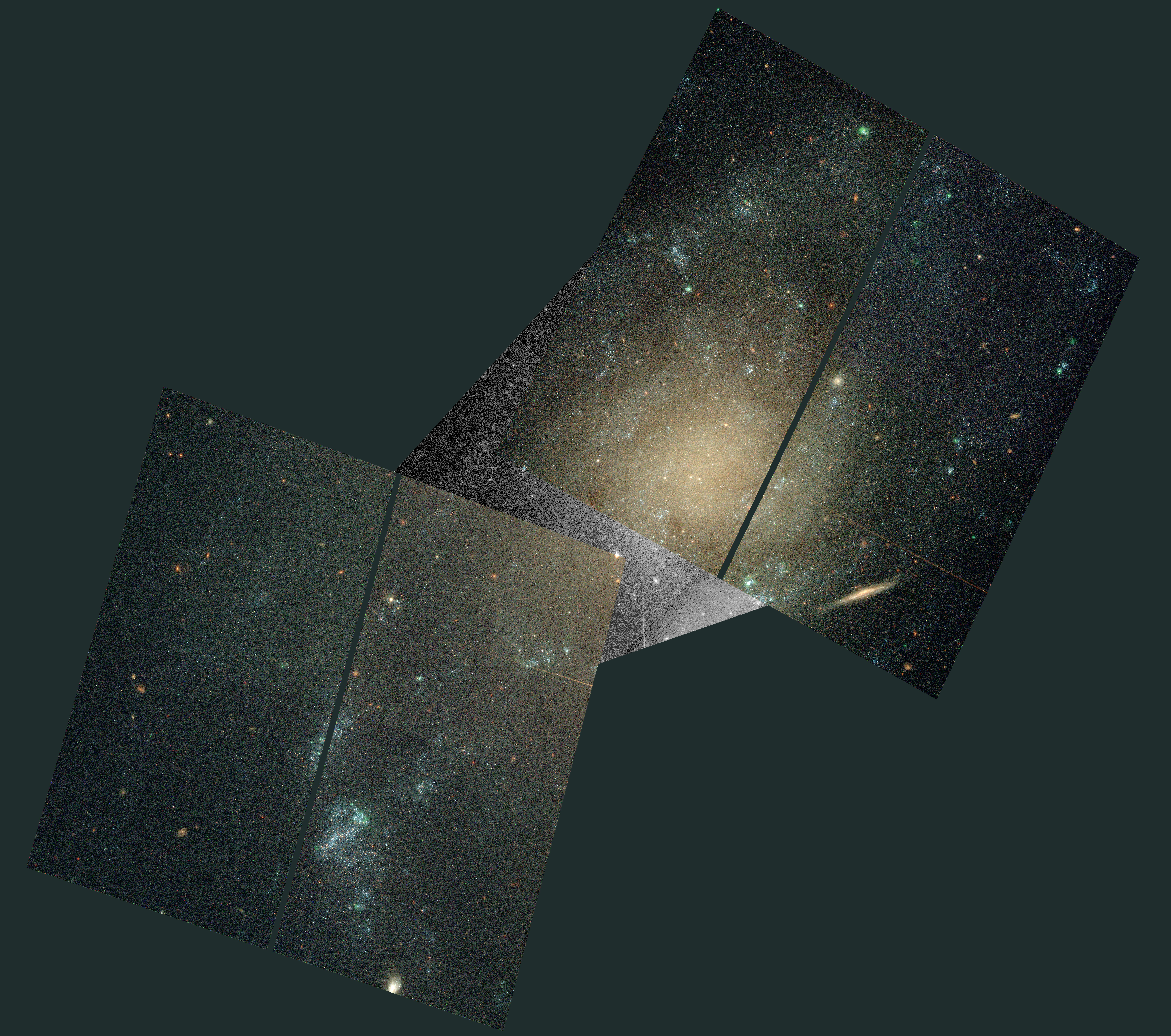
imatges Combinades del Hubble
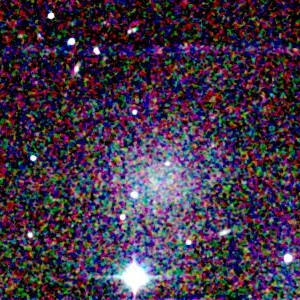
2MASS (infrarojos)